# 中野有光
中野 有光（なかの ありみつ、1865年11月23日〈慶応元年10月6日〉 - 1939年〈昭和14年〉4月11日）は、明治時代後期から昭和時代前期の政治家、警察官僚。統監府・朝鮮総督府官僚。関東都督府官僚。広島県福山市長。幼名は輝松。旧姓は広川。

## 経歴
安芸広島藩領御調郡、のちの美ノ郷村（現広島県尾道市）出身。広川忠蔵の長男として生まれ、のち中野半兵衛の養子となる。1894年（明治27年）和仏法律学校を卒業し、1902年（明治35年）高等文官試験に合格。翌年2月、山梨県属兼警部となり、警視庁属兼警部、大阪府警視を経て、1907年（明治40年）7月、富山県事務官に任じ警察署長となる。1909年（明治42年）2月、渡韓し警視となり、内務書記官を兼任したのち、統監府事務官兼警視、朝鮮総督府事務官を歴任し、1917年（大正6年）10月、青島守備軍民政部事務官に転じ、青島民政署長を任ぜられた。1919年（大正8年）1月、関東都督府事務官となり大連民政署長となった。民政署長のとき、阿片事件に関与し懲役1年4か月の判決を受けた。
1921年（大正10年）3月、休職。1924年（大正13年）1月23日付で正五位返上を命じられ、同1月21日付で勲三等及び韓国併合記念章、大礼記念章を褫奪された。1927年（昭和2年）9月7日、福山市長に就任した。1939年（昭和14年）4月、死去。墓所は福山市明王院。